# جواز سفر غينيا الاستوائية
يصدر جواز سفر غينيا الاستوائية لمواطني غينيا الاستوائية للسفر الدولي. صفحة المعلومات والبيانات مطبوعة باللغة الإسبانية.

## متطلبات التأشيرة
اعتبارًا من 2 يوليو 2019 كان مواطنو غينيا الاستوائية يتمتعون بدخول 50 دولة وإقليم بدون تأشيرة أو تأشيرة عند الوصول، مما جعل جواز سفر غينيا الاستوائية يحتل المرتبة 93 من حيث حرية السفر وفقًا لمؤشر هينلي لجوازات السفر.